# Biltine (département)
Pour les articles homonymes, voir Biltine.
Le Biltine est un des 6 départements composant la région du Wadi Fira  au Tchad. Son chef-lieu est Biltine.
Le Biltine est peuplé majoritairement de la communauté MIMI. Il est situé à Nord-Est de la Province.

## Subdivisions

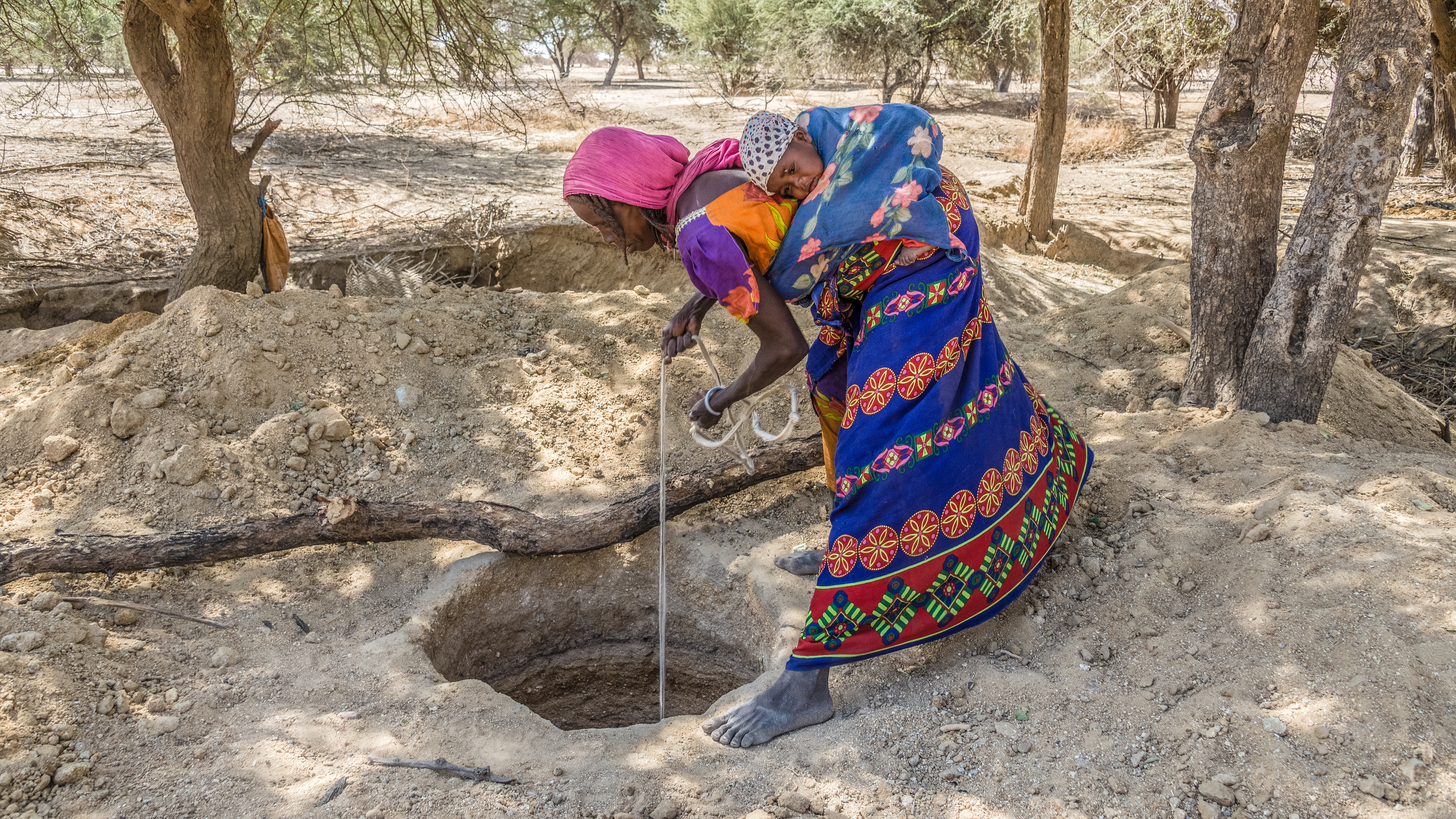
Entre Arada et Angafal, une femme retire de la terre d'un puits que son mari a creusé jusqu'à une profondeur de 10 m.

Le département de Biltine est divisé en 4 sous-préfectures :
- Biltine
- Am Zoer
- Arada
- Mata

## Administration
Préfets de Biltine (depuis 2002)
- 2007 : Mahamat Saleh Mahamat  Alkhassim
- secretarie General de la région (2008-2010)
- tresorier régional  (2010-15)